# Egglasgrün
Egglasgrün gehört zum Markt Bad Neualbenreuth  im oberpfälzischen Landkreis Tirschenreuth. Der Weiler mit drei Bauernhöfen liegt am Fuß des über 700 Meter hohen Heidelberges südwestlich von Neualbenreuth.
Der Ort dürfte zwischen 1180 und 1200 entstanden sein. Das erste Mal wurde er 1224 als „Ecchlersgrün“ genannt. 1325 hatte „Eckleinsgrün“, wie es damals genannt wurde, sechs Höfe, acht Halbhöfe, ein Herbergsgut und die Mühle Techleb. Ab 1560 hatte der Ort nur noch drei Anwesen. Im Jahr 1970 lebten 17 Einwohner in Egglasgrün, 1987 waren es 16.